# Fred Schaub
Fred Schaub (28. srpna 1960, Fulda - 22. dubna 2003, Fulda) byl německý fotbalista, útočník. Jeho synem je rakouský fotbalový reprezentant Louis Schaub.

## Fotbalová kariéra
Hrál za Eintracht Frankfurt, SpVgg Greuther Fürth, Borussii Dortmund, Hannover 96, SC Freiburg a v Rakousku za FC Admira Wacker Mödling. V Poháru vítězů pohárů nastoupil v 5 utkáních a dal 1 gól a v Poháru UEFA nastoupil ve 2 utkáních a dal 1 gól v odvetném finálovém utkání proti Borussii Mönchengladbach. V roce 1980 vyhrál Pohár UEFA s Eintrachtem Frankfurt.

## Ligová bilance
| Ročník                                    | Zápasy | Góly | Klub                     |
| ----------------------------------------- | ------ | ---- | ------------------------ |
| Německá fotbalová Bundesliga 1978/1979    | 10     | 2    | Eintracht Frankfurt      |
| Německá fotbalová Bundesliga 1979/1980    | 6      | 0    | Eintracht Frankfurt      |
| Německá fotbalová Bundesliga 1980/1981    | 5      | 1    | Eintracht Frankfurt      |
| 2. německá fotbalová Bundesliga 1980/1981 | 19     | 9    | SpVgg Greuther Fürth     |
| 2. německá fotbalová Bundesliga 1981/1982 | 31     | 11   | SpVgg Greuther Fürth     |
| 2. německá fotbalová Bundesliga 1982/1983 | 35     | 16   | SpVgg Greuther Fürth     |
| Německá fotbalová Bundesliga 1983/1984    | 6      | 1    | Borussia Dortmund        |
| 2. německá fotbalová Bundesliga 1983/1984 | 17     | 6    | Hannover 96              |
| 2. německá fotbalová Bundesliga 1984/1985 | 35     | 7    | Hannover 96              |
| Německá fotbalová Bundesliga 1985/1986    | 31     | 9    | Hannover 96              |
| 2. německá fotbalová Bundesliga 1986/1987 | 37     | 13   | SC 08 Freiburg           |
| 2. německá fotbalová Bundesliga 1987/1988 | 33     | 5    | SC 08 Freiburg           |
| Rakouská fotbalová Bundesliga 1988/1989   | 36     | 17   | FC Admira Wacker Mödling |
| Rakouská fotbalová Bundesliga 1989/1990   | 33     | 6    | FC Admira Wacker Mödling |
| CELKEM Německá fotbalová Bundesliga       | 58     | 13   |                          |
| CELKEM Rakouská fotbalová Bundesliga      | 69     | 23   |                          |